# Юліус Ріхард Петрі
Ю́ліус Рі́хард Пе́трі (нім. Julius Richard Petri; 31 травня 1852 — 20 грудня 1921) — німецький бактеріолог, якому приписують винайдення чашки Петрі під час роботи асистентом Роберта Коха.

## Біографічні відомості
Юліус Петрі народився в 1852 році в німецькому Бармені.
Після навчання служив лікарем в берлінській клініці Шаріте. У 1876 році Петрі отримав докторантуру та продовжив службу військового лікаря, дослужившись зрештою до майора медичної служби.
У 1896 році Юліус Петрі став членом королівського міністерства охорони здоров'я і керівником однієї з бактеріологічних лабораторій, перебуваючи при цьому регістрірунгсратом (старшим державним радником).
Вчений відомий у першу чергу тим, що, працюючи разом з Робертом Кохом, винайшов в 1877 році лабораторний посуд, який пізніше назвали на його честь.Julius Richard Petri [Архівовано 1 червня 2013 у Wayback Machine.]

## Окремі роботи
- Das Mikroskop. Von seinen Anfängen bis zur jetzigen Vervollkommnung (1896)
- Versuche zur Chemie des Eiweissharns (1876)
- Apparat zur Bestimmung des Wassergehalts in der Milch durch Destillation im Vacuum
- Über die Methoden der modernen Bakterienforschung (1887)
- Die Gefährlichkeit der Carbon-Natron-Oefen (1889)
- Gewerbehygiene (1890)
- Versuche über die Verbreitung ansteckender Krankheiten, insbesondere der Tuberkulose, durch den Eisenbahnverkehr und über die dagegen zu ergreifenden Massnahmen (1893)
- Zur Beurtheilung der Hochdruck-Pasteurisir-Apparate (1897)
- Zum Nachweis in Butter und Milch (1897)